# Heiliggeist (Basel)

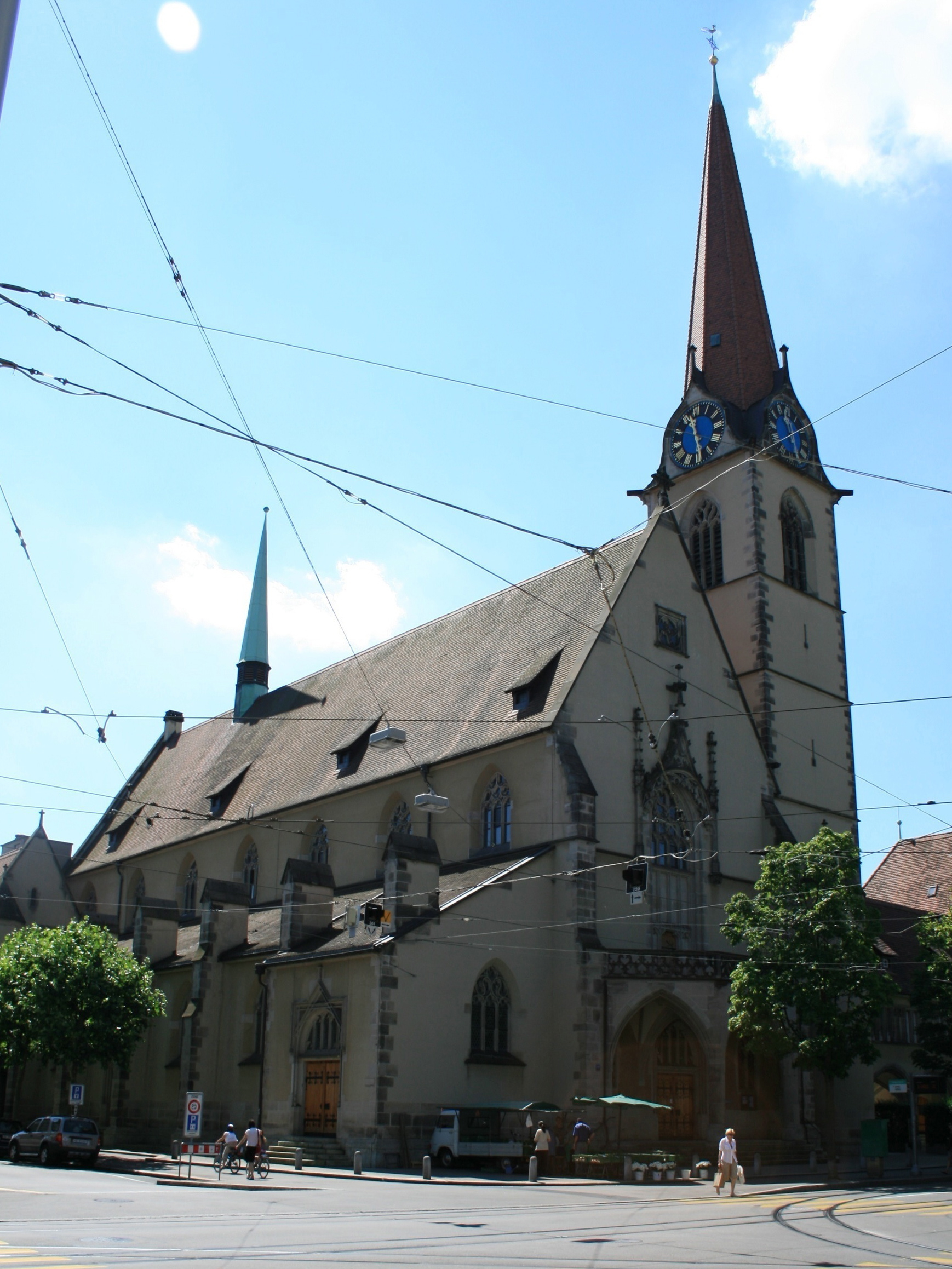
Aussenansicht der Heiliggeistkirche in Basel

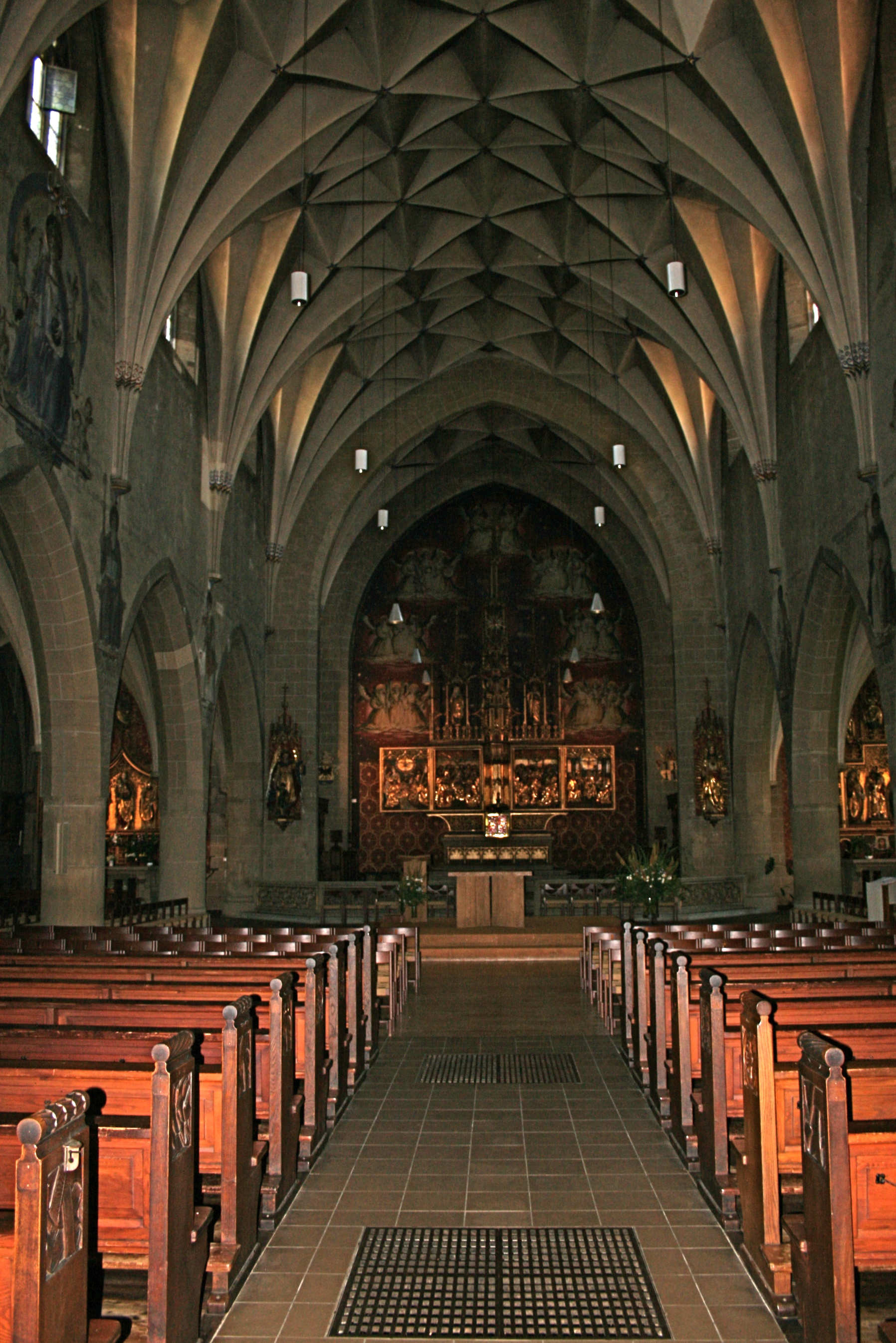
Innenansicht

Die Kirche Heiliggeist ist eine 1912 erbaute römisch-katholische Kirche in der Schweizer Stadt Basel. Sie befindet sich im Stadtteil Gundeldingen und ist dem Heiligen Geist geweiht.
Die Kirche bildet zusammen mit den Nebengebäuden eine  Baublockecke im Strassenraster des Quartiers. Durch eine zwischen Kirche und Pfarrhaus liegende gewölbte Säulenhalle betritt man einen grösseren Innenhof.

## Baugeschichte
1897 erwarb die römisch-katholische Kirche ein Grundstück an der heutigen Thiersteinerallee. 1907 wurde der Architekt Gustav Doppler mit dem Bau der Kirche beauftragt. Die ursprünglichen Pläne wurden in den folgenden Jahren vom Freiburger Diözesanbaumeister Max Meckel leicht abgeändert, bevor 1911 die Grundsteinlegung erfolgte. Am 26. Oktober 1912 schliesslich wurde die Heiliggeistkirche von Bischof Jakob Stammler eingeweiht, wobei 600 Jugendliche die Firmung erhielten. Zum ersten Pfarrer wurde Robert Mäder ernannt.

## Architektur und Ausstattung
Die Kirche ist im spätneugotischen Stil süddeutscher Herkunft als dreischiffige Basilika mit seitlichem Frontturm gestaltet.
Innen besitzt die Kirche eine neugotische Ausstattung mit drei vom Freiburger Joseph Dettlinger gearbeiteten Flügelaltären, floralen Glasgemälden, Wandgemälden mit den Kreuzwegstationen, Kirchenbänken und Beichtstühlen.
Das Zellengewölbe ist typisch für vorreformatorische städtische Pfarrkirchen im süddeutschen Raum. Die Entwürfe für die Bauplastik stammten von den beiden Freiburger Bildhauern Ludwig Kubanek und seinem Kollegen Hans Weißburger. Die Ausmalung besorgte Franz Schilling, der ebenfalls aus Freiburg im Breisgau stammte.

## Orgel

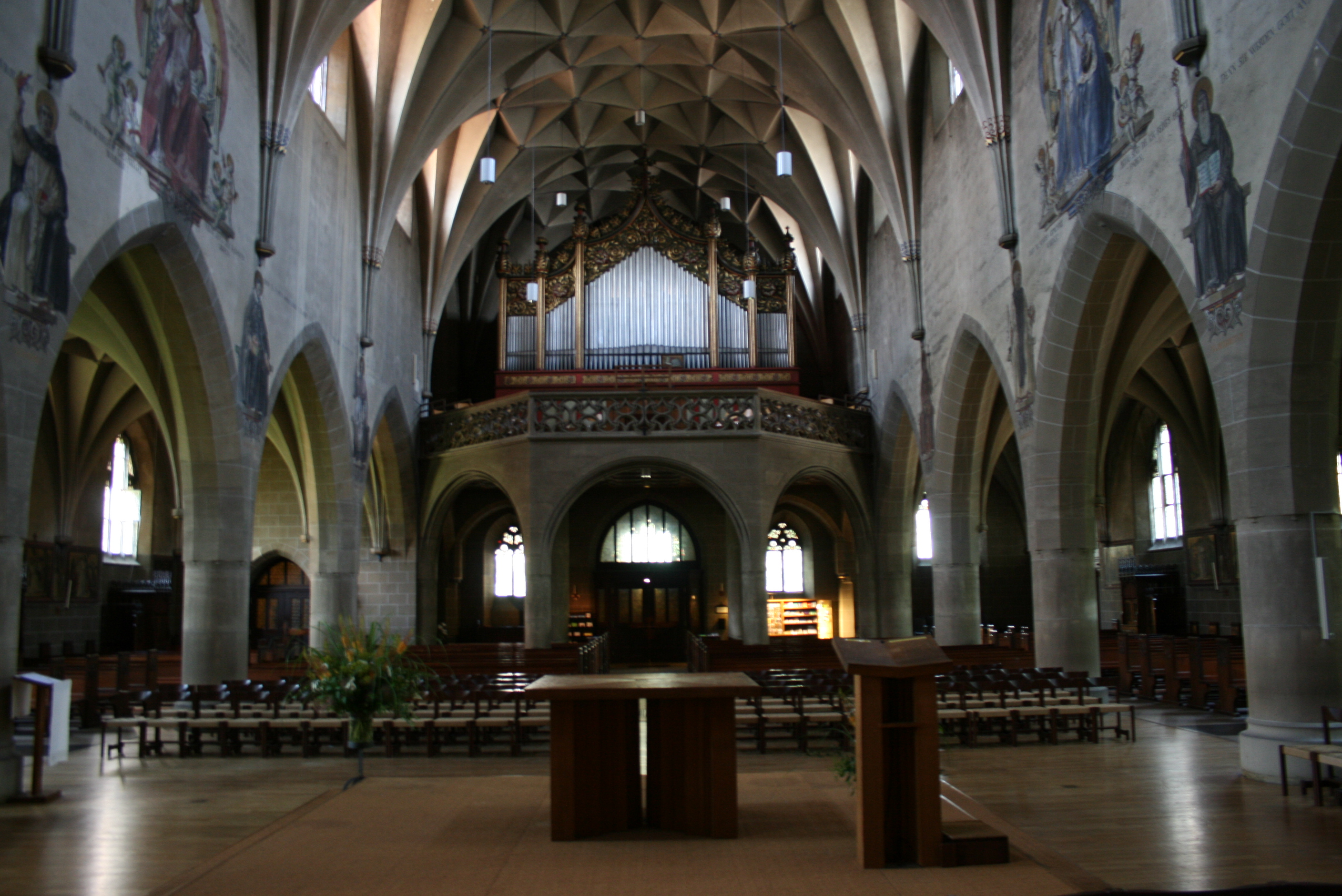
Blick auf die Orgel

Die Orgel wurde 1921 von der Firma Späth Orgelbau (Rapperswil) erbaut. Das Instrument wurde im romantischen Stil disponiert. 1982 bis 1984 wurde das Instrument umfassend renoviert und dabei die zwischenzeitlichen Veränderungen rückgängig gemacht. Das Instrument hat heute wieder 41 Register auf drei Manualen und Pedal.
| I Hauptwerk C–g3     |       |
| Bourdon              | 16′   |
| Prinzipal            | 8′    |
| Bourdon              | 8′    |
| Flauto amabile       | 8′    |
| Gamba                | 8′    |
| Dolce                | 8′    |
| Octave               | 4′    |
| Rohrflöte            | 4′    |
| Super-Octave         | 2′    |
| Cornett-Mixtur III–V | 2 ⁄3′ |
| Trompete             | 8′    |

| II Brustwerk C–g3   |        |
| Rohrflöte           | 16′    |
| Hornprinzipal       | 8′     |
| Gedackt             | 8′     |
| Flûte harmonique    | 8′     |
| Salicional          | 8′     |
| Dulciana            | 8′     |
| Flûte d’amour       | 4′     |
| Vogara              | 4′     |
| Echo Mixtur III–IV  | 2 ⁄3′  |
| Spitzquinte (vorab) | 2 ⁄3′  |
| Octavin (vorab)     | 2′     |
| Terzflöte (vorab)   | 1 3⁄5′ |
| Clarinette          | 8′     |
| Tremolo             |        |

| III Schwellwerk C–        |       |
| Grossgedackt              | 16′   |
| Geigenprinzipal           | 8′    |
| Liebl. Gedackt            | 8′    |
| Quintatön                 | 8′    |
| Konzertflöte              | 8′    |
| Viole d’amour             | 8′    |
| Aeoline                   | 8′    |
| Voix céleste              | 8′    |
| Gemshorn                  | 4′    |
| Traversflöte              | 4′    |
| Harmonika aetheria II-III | 2 ⁄3′ |
| Quinte (vorab)            | 2 ⁄3′ |
| Piccolo (vorab)           | 2′    |
| Trompette harmonique      | 8′    |
| Oboe                      | 8′    |
| Tremolo                   |       |

| Pedal C–f1           |     |
| Prinzipalbass        | 16′ |
| Salicetbass          | 16′ |
| Subbass              | 16′ |
| Echobass (aus III.)  | 16′ |
| Aeolsbass (aus III.) | 8′  |
| Flötenbass           | 8′  |
| Cello                | 8′  |
| Prinzipalflöte       | 4′  |
| Bombarde             | 16′ |

- Koppeln
  - Normalkoppeln: II/I III/I, III/II, I/P, II/P, III/P
  - Superoktavkoppeln: II/I, II/II, III/I, III/II, III/III, II/P, III/P
  - Suboktavkoppeln: II/I, III/I, III/II